# Beth Henley
Elizabeth Becker Henley, detta Beth (Jackson, 8 maggio 1952), è una drammaturga, sceneggiatrice e attrice statunitense, vincitrice del Premio Pulitzer nel 1981.

## Biografia
Beth Henley è nata e cresciuta in Mississippi e ha studiato alla Southern Methodist University. Dal 1975 al 1976 ha insegnato drammaturgia all'Università dell'Illinois, per poi trasferirsi a Los Angeles. La sua prima opera teatrale, Crimini del cuore, debuttò nel 1978 e si rivelò il suo più grande successo: la commedia ha vinto il Premio Pulitzer per la drammaturgia e la Henley ottenne anche una nomination all'Oscar alla migliore sceneggiatura non originale quando riadattò la pièce per il cinema. Ha scritto altre quattordici opere teatrali tra il 1979 e il 2013.

## Filmografia parziale

### Attrice
- Swing Shift - Tempo di swing (Swing Shift), regia di Jonathan Demme (1984)

### Sceneggiatrice
- True Stories, regia di David Byrne (1986)
- Offresi amore teneramente, regia di Evelyn Purcell (1986)
- Crimini del cuore (Crimes of the Heart), regia di Bruce Beresford (1986)